# 2022年サントメ・プリンシペクーデター未遂事件
2022年サントメ・プリンシペクーデター未遂事件（2022ねんサントメ・プリンシペクーデターみすいじけん）は、サントメ・プリンシペで2022年11月24日から11月25日にかけて発生したクーデター未遂事件。
パトリセ・トロボアダ首相は11月25日に開いた記者会見で、同国の軍司令部が、元議会議長のデルフィム・ネベスや、以前クーデターを試みたことのある軍人など4人から攻撃を受けたと発表した。クーデター未遂は政府によって阻止され、実行犯らは逮捕された。